# Bachritterburg Kanzach
Koordinaten: 48° 4′ 48,4″ N, 9° 33′ 31,3″ O

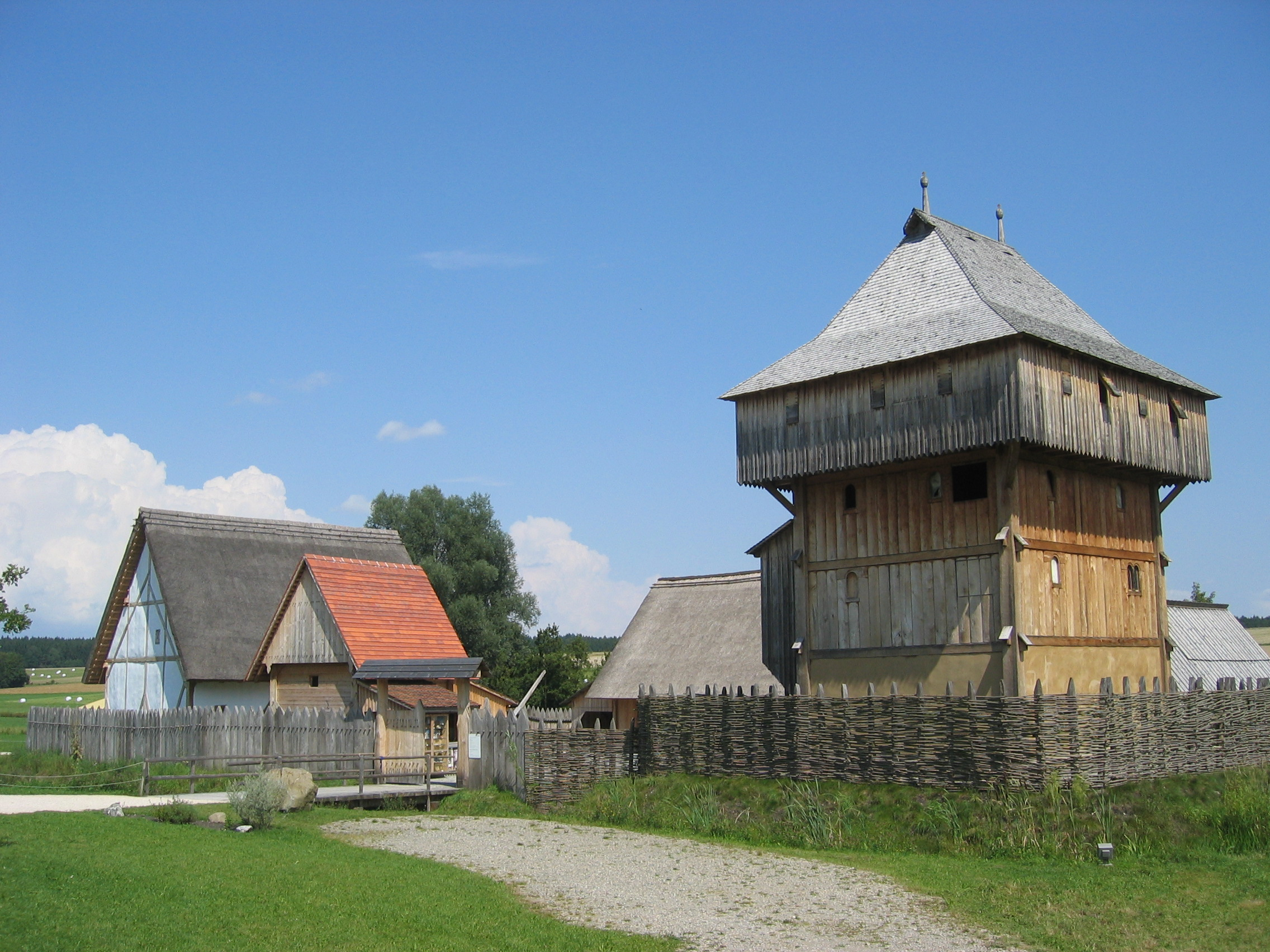
Bachritterburg Kanzach

Die Bachritterburg Kanzach ist ein Freilichtmuseum am Ortsrand von Kanzach im Landkreis Biberach in Baden-Württemberg und liegt etwa fünf Kilometer westlich des Federsees. Die Burg ist ein nach wissenschaftlichen Grundlagen erarbeiteter Nachbau einer mittelalterlichen hölzernen Turmhügelburg (Motte) des niederen Adels. Da man keine Grabungsbefunde zur Burg der Kanzacher Bachritter hatte, diente die Wasserburg Eschelbronn als Modell für die Rekonstruktion.

## Aufbau und Lage

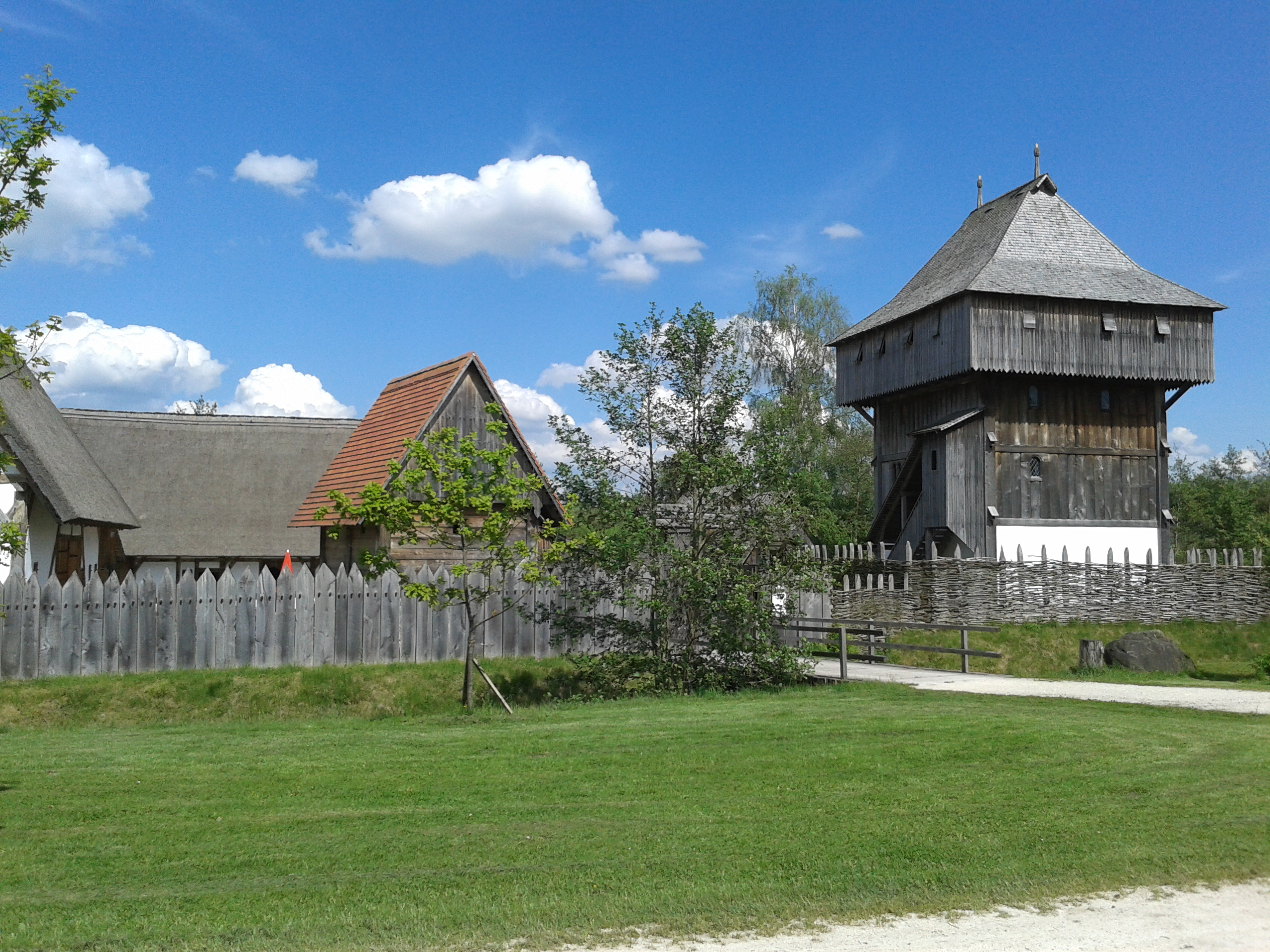
Vorburg und Wohnturm auf niedriger Motte

Historisch geht die Bachritterburg auf die um 1230 erbaute Burg des den Beinamen Bachritter tragenden Kanzacher Ortsadels auf dem Schlößlesberg bei Kanzach zurück. Sie wurde in der Bauweise einer mittelalterlichen Turmhügelburg vom Niederadligen Ortolf von Pflummern errichtet. Mangels Grabungsbefunden aus Kanzach griff man zur Rekonstruktion auf die Wasserburg Eschelbronn zurück, die in den 1970er Jahren ergraben wurde, deren Grabungsbefunde jedoch erst 1996 veröffentlicht wurden. Die in Nordbaden gelegene Burg Eschelbronn, deren Eichenbalken gemäß dendrochronologischer Befunde im Jahr 1271 verbaut wurden, ist typgleich mit Anlagen in der Nordschweiz, so dass man von einer Verbreitung dieses Bautyps um 1300 in ganz Südwestdeutschland ausgeht. Für die Konstruktionsdetails im Dachstuhl, zu dem keine Grabungsbefunde aus Eschelbronn vorlagen, orientierte man sich am Templerhaus in Amorbach im Odenwald, das gemäß dendrochronologischer Befunde nur etwa 20 Jahre nach der Wasserburg in Eschelbronn und wie diese wohl auch durch die Herren von Dürn errichtet wurde.
Die vollständig rekonstruierte Burg zeigt in der Kernburg einen Wohnturm auf einer niedrigen Motte, daran anschließend die Wirtschaftsgebäude der Vorburg.
Die Bachritterburg in Kanzach gehört zum ArchäoPark Federsee, gemeinsam mit dem renommierten Federseemuseum. Durch den Zusammenschluss spannt sich der Bogen des Zeitfensters von der Altsteinzeit bis zum Spätmittelalter. Geschichtsinteressierten werden sowohl Originalfunde als auch Rekonstruktionen und Nachbauten geboten. Von April bis Oktober demonstrieren in regelmäßigen Abständen Adelsdamen, Ritter, Kaufleute und Gesinde den mittelalterlichen Alltag mit Kochen und Tafeln, Handwerkskünsten, wie Färben, Spinnen, Weben und Sticken aber auch das Schmieden und verschiedene Kampf- und Waffenarten. Living History und Experimentelle Archäologie bieten dem Besucher ein begreifbares Bild der Vergangenheit.

## Entstehung
Die Anregung zum Bau der Bachritterburg stammte von dem Archäologen Karl Banghard, der nach anfänglichem Zögern die Unterstützung des damaligen Bürgermeisters Rudolf Obert und des Gemeinderates fand. Von den rund zwei Millionen Euro Baukosten finanzierte 70 Prozent die EU über das LEADER-Programm, jeweils 15 Prozent der Kosten trugen das Land Baden-Württemberg und die Gemeinde Kanzach. An der Planung war neben dem Regensburger Architekten Gottfried Schulze auch der Regensburger Archäologe Tilman Mittelstraß beteiligt, der die Grabungsergebnisse aus Eschelbronn ausgewertet und publiziert hatte. Der Bau verlief in zwei Abschnitten: 2001 wurde der hölzerne Wohnturm erstellt, die Vorburg entstand 2004.

## Betrieb

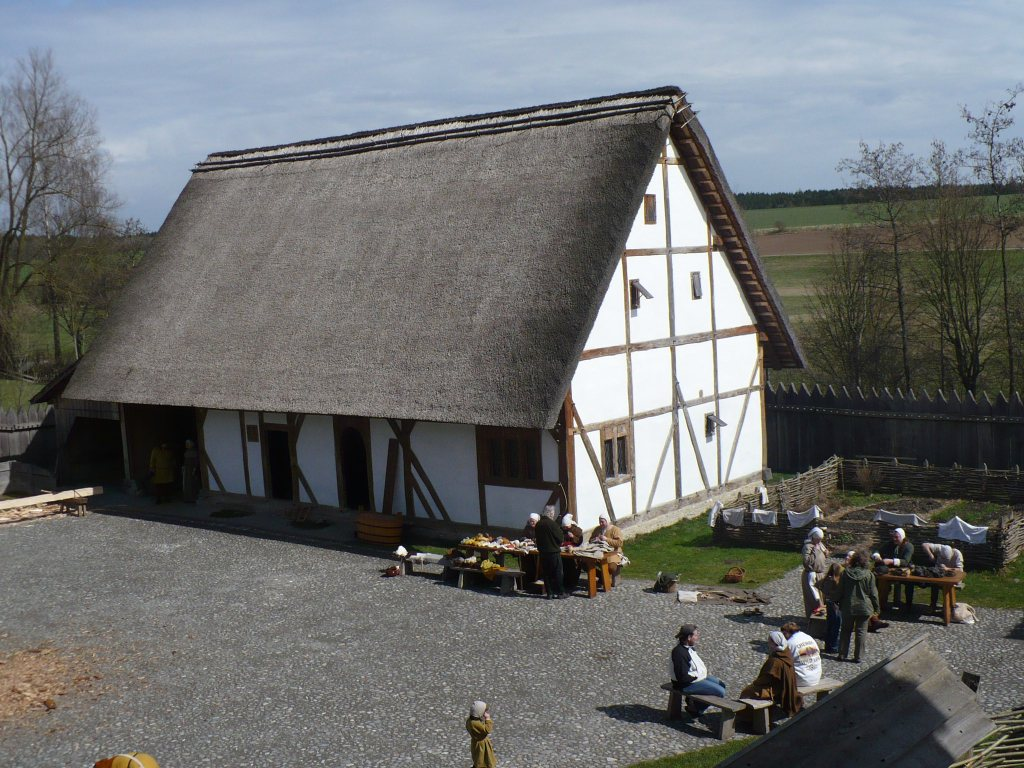
Handwerker in der Bachritterburg

2005 kam das Gerücht auf, die Gemeinde Kanzach sei nahe an der Zahlungsunfähigkeit, die Kosten für die Bachritterburg hätten den Gemeindehaushalt über die Maßen belastet. Das Nachrichtenmagazin Der Spiegel bezeichnete damals Kanzach als ein Beispiel dafür, wie Gemeinden durch „sinnlos vergebene Fördergelder in die Miesen rutschen“. Der damalige Bürgermeister Obert kommentierte: „Es war eine dunkle Stunde für Kanzach. Nichts, was der Spiegel schrieb, stimmte.“ Zwar bleibt bis heute (2011) der Betrieb der Bachritterburg für die Gemeinde Kanzach ein Zuschussgeschäft, doch nach Aussage von Kanzachs Bürgermeister Erwin Hölz mussten nie mehr als 10.000 Euro jährlich aus der Gemeindekasse zugeschossen werden. Viele Freiwillige aus dem Ort helfen beim Betrieb und bei nötigen Ausbesserungen, die Bewirtschaftung und Unterhaltung der Burg wird außerdem von einem „Freundeskreis der Bachritterburg“ unterstützt.
Jährlich besuchen rund 25.000 Menschen die Bachritterburg, was zu etwa 2500 Übernachtungen von Gästen im Dorf führt. Dadurch ist der Aufbau der Ritterburg als Attraktion sogar lukrativ.
Einem Bericht der Onlinezeitung BLIX vom 28. Juli 2020 nach beabsichtigt die Gemeinde Kanzach eine Neuausrichtung des Betriebskonzeptes, in dem die dort bisher überwiegend unentgeltlichen aktiven Living-History-Gruppen nicht mehr berücksichtigt werden sollen. Der künftige Themenschwerpunkt soll statt der überregional bekannten Burgbelebungen, mit denen Ausschnitte des Alltagslebens in einer mittelalterlichen Siedlung in unterschiedlichen Epochen interessierten Besuchern anschaulich vermittelt wurden, auf Kleinkunstbühnen, Gastronomie und Museumspädagogik fokussiert werden.

## Trivia
Die damalige Europaabgeordnete Elisabeth Jeggle bezeichnete die Bachritterburg als „gelungenes Beispiel zur Förderung strukturschwacher Räume“.